# Angelo Pedroni
Angelo Pedroni (* 22. April 1914 in Maccagno, Provinz Varese, Italien; † 24. Juni 1992) war ein römisch-katholischer Erzbischof und Diplomat des Heiligen Stuhls.

## Leben
Angelo Pedroni empfing am 13. März 1937 das Sakrament der Priesterweihe.
Am 7. April 1965 ernannte ihn Papst Paul VI. zum Titularerzbischof von Novica und bestellte ihn zum Apostolischen Delegaten in Thailand. Der Erzbischof von Mailand, Giovanni Kardinal Colombo, spendete ihm am 22. Mai desselben Jahres die Bischofsweihe; Mitkonsekratoren waren der Weihbischof in Mailand, Luigi Oldani, und Kurienbischof Ernesto Camagni.
1967 wurde Pedroni Mitarbeiter im Staatssekretariat des Heiligen Stuhls. Am 19. Juli 1969 ernannte ihn Paul VI. zum Apostolischen Nuntius in Costa Rica. Angelo Pedroni wurde am 15. März 1975 Apostolischer Pro-Nuntius in Syrien. Am 6. Juli 1983 bestellte ihn Papst Johannes Paul II. zum Apostolischen Nuntius in Belgien und Luxemburg sowie bei der Europäischen Gemeinschaft.
Am 13. Juni 1989 nahm Papst Johannes Paul II. das von Angelo Pedroni aus Altersgründen vorgebrachte Rücktrittsgesuch an.
Angelo Pedroni nahm an der vierten Sitzungsperiode des Zweiten Vatikanischen Konzils teil.